# 调香师

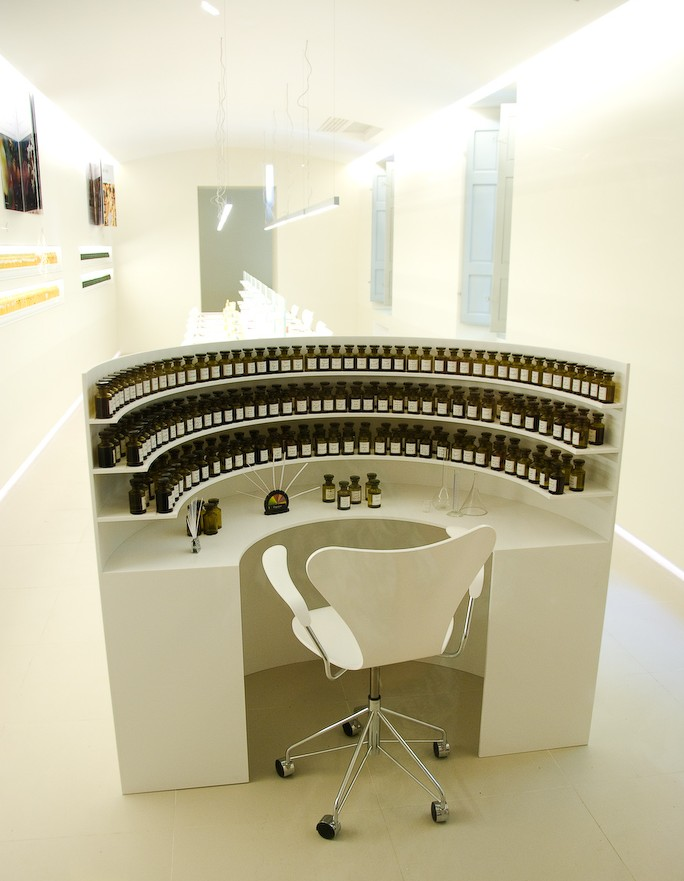
“香水调配台”模型（不包含称重设备）。传统上，调香师在调配台上创作各种香水配方。然而，如今在较大的香精公司中，样品通常由技术人员进行称重和调配。

调香师（英語：Perfumer）是专门从事香水配方创作的专家，拥有敏锐的嗅觉和精湛的氣味创作技艺。人们常称他们为“鼻子”（法語：nez）。他们实际上是艺术家，接受过香水美学培训，能够通过配方传达抽象的概念和情感。调香师必须对各种香料成分及其气味有敏锐的感知，能够分辨每种成分的独立气味及其组合后的效果，同时还需要掌握各类香料成分在不同时间阶段的表现。调香师的工作与调味师非常相似，后者则为商业食品设计香料和气味配方。

## 培训
过去，大多数调香师没有接受过专业的艺术培训，许多人通过在另一位调香师手下担任技术员（负责混合配方）或化学家来学习这门技艺。这些學徒通常以临时职位的形式进入行业，学习期大约持续三年左右。除了通过家族关系，很少有人能够直接进入这一行业。
直到最近，面向公众开放的香水专业学校才出现。1970年，ISIPCA成为首所香水专业学校。候选人必须通过严格的入学考试，并且必须修读大学级别的有机化学课程。
自1998年以来，通过泰国国王科技大学生物技术学院、朱拉隆功大学藥學系提供正式和非正式的培训课程，并在美国、英国、迪拜、香港、德国、新西兰和泰国开设了在线课程和私人研习班。
2002年，格拉斯香水学院(Grasse Institute of Perfumery)成立，申请者必须具备化學或药学基础才能被录取。同时，格拉斯本身是有名的香水中心。
奇华顿、国际香精香料公司和德之馨各自设有香水学校，但学生必须是其公司员工并由经理推荐才能入学。普利茅斯大学还提供商业与香水学的文学学士课程。

## 就业
大多数调香师受雇于大型香料公司，如曼氏、罗伯特集团、芬美意、国际香精香料公司、奇华顿、高砂香料工業和德之馨。一些调香师则专门为某个香水屋（perfume house）工作，或经营自己的公司，但这种情况相对较少。
调香师会根据雇主或客户提供的项目概要开始工作，客户通常为時裝品牌或其他大型公司。概要中会明确列出香水的具体要求，通常通过诗意或抽象的语言来描述香水的气味特征或应引发的感官体验，同时还会注明每升香水油浓缩液的最高价格。这一预算限制以及香水的预定使用场景，将直接影响香水配方中所选用的香料成分。
根据概要要求，调香师会调配多种香水混合物，来满足客户的需求。将香水混合物呈现给客户后，调香师可能会赢得该项目。此后，他们将与客户密切合作，在评审团或艺术总监的指导下，逐步对香水配方进行修改和调整。这个过程可能持续数月甚至数年，期间产品会经历多次迭代，同时通过文化和公众调查，确保香水能够迎合特定市场的需求。最终，这款香水可能被用作增强其他产品的功能性香氛（如洗髮精、化妝品、清洁剂、车内香氛等），或者直接作为高端香水推向市场。
另一种情况是，调香师可能单纯受到灵感的驱使，创作出一款香水，后来这款香水可能成为市场上销售的产品或赢得一个项目。这种情况在较小或独立的香水品牌中更为常见。 

## 认可度
长期以来，香水与瓶子上的品牌名称有着密不可分的关系。2000年，Frédéric Malle成为首个在香水瓶上标注调香师名字的品牌，他们将调香师视为香水的创作者。在接下来的十年里，调香师逐渐成为香水宣传的重要部分，并逐渐地走到公众视野中。

## 著名调香师名单
- Henri Alméras（英语：Henri Alméras）
- Nicolas de Barry（英语：Nicolas de Barry）
- Ernest Beaux
- Calice Becker（英语：Calice Becker）
- Arcadi Boix
- Jean Carles（英语：Jean Carles）
- Jacques Cavallier（英语：Jacques Cavallier）
- Germaine Cellier（英语：Germaine Cellier）
- François Coty（英语：François Coty）
- François Demachy（英语：François Demachy）
- Bertrand Duchaufour（英语：Bertrand Duchaufour）
- Jean-Claude Ellena（英语：Jean-Claude Ellena）
- André Fraysse（英语：André Fraysse）
- Lorenzo Dante Ferro
- Olivia Giacobetti（英语：Olivia Giacobetti）
- Adolph Goetting（英语：Adolph Goetting）
- Sophia Grojsman（英语：Sophia Grojsman）
- Jean Kerléo（英语：Jean Kerléo）
- Karyn Khoury（英语：Karyn Khoury）
- Francis Kurkdjian（英语：Francis Kurkdjian）
- Christophe Laudamiel（英语：Christophe Laudamiel）
- Norina Matchabelli（英语：Norina Matchabelli）
- Annick Ménardo（英语：Annick Ménardo）
- David H. McConnell（英语：David H. McConnell）
- Alberto Morillas（英语：Alberto Morillas）
- Patricia de Nicolaï（英语：Patricia de Nicolaï）
- Jacques Polge
- Henri Robert（英语：Henri Robert）
- Dominique Ropion（英语：Dominique Ropion）
- Maurice Roucel（英语：Maurice Roucel）
- Christopher Sheldrake（英语：Christopher Sheldrake）
- Olivier Cresp（英语：Olivier Cresp）
- Thierry Wasser（英语：Thierry Wasser）
- Edmond Roudnitska（英语：Edmond Roudnitska）